# ژئوآی
ژئوآی (انگلیسی: GeoEye) با نام پیشین شرکت تصویربرداری مداری (Orbital Imaging Corporation or ORBIMAGE) شرکت تجاری آمریکایی تصویربرداری ماهواره‌ای بود که در هرندن ویرجینیا بنیانگذاری شد. ژئوآی ۲۹ ژانویه ۲۰۱۳ در شرکت دیجیتال گلوب ادغام شد.
شرکت ژئوآی در سال ۱۹۹۲ به عنوان بخشی از اوربیتال ساینسز کورپوریشن در پی تصویب قانون سیاست فعالیت شرکت‌های خصوصی در زمینه سنجش از دور و مجاز شدن ورود آن‌ها به غعالیت تجاری تصویربرداری ماهواره‌ای آغاز به کار نمود.
ژئوآی ۲۵۳٫۰۰۰٫۰۰۰ کیلومتر مربع تصویر ماهواره‌ای برای موتورهای جستجوی مایکروسافت و یاهو تهیه کرد. گوگل نیز در سال ۲۰۰۷ سرویس‌های نقشه خود را با استفاده از تصاویر ماهواره ژئوآی-۱ پدید آورد. 
ژئوآی ارتباطات گسترده‌ای با آژانس ملی اطلاعات مکانی ایالات متحده در زمینه تصاویر ماهواره‌ای داشت.
ماهواره‌های ژئوآی عبارتند از: آیکونوس، اورب‌ویو-۲، اورب‌ویو-۳، ژئوآی-۱ و ژئوآی-۲.
شرکت ژئوآی در سال ۲۰۱۳ توسط دیجیتال گلوب خریداری شد.